# Devin Setoguchi
Devin Charlie Kenichi Setoguchi, född 1 januari 1987 i Taber, Alberta, är en kanadensisk professionell ishockeyspelare som spelar för  ishockeylaget Calgary Flames i National Hockey League (NHL). Han har tidigare spelat på NHL-nivå för San Jose Sharks, Minnesota Wild och Winnipeg Jets och på lägre nivåer för Worcester Sharks i American Hockey League (AHL), Orlando Reign i ECHL och Saskatoon Blades och Prince George Cougars i Western Hockey League (WHL).
Setoguchi draftades 2005 av San Jose Sharks som 8:e spelare totalt där han kom att spela fyra säsonger innan han blev värvad till Minnesota Wild.

## Statistik
| 2001–2002   | Lethbridge Golden Hawks Bantam AAA | AMBHL       | 36  | 33  | 25  | 58  | 58  | —  | —  | —  | —  | —  |
| 2002–2003   | Crowsnest Pass Timberwolves        | AJHL        | 62  | 21  | 18  | 39  | 77  | —  | —  | —  | —  | —  |
| 2003–2004   | Saskatoon Blades                   | WHL         | 66  | 13  | 18  | 31  | 53  | —  | —  | —  | —  | —  |
| 2004–2005   | Saskatoon Blades                   | WHL         | 69  | 33  | 31  | 64  | 34  | 4  | 0  | 1  | 1  | 0  |
| 2005–2006   | Saskatoon Blades                   | WHL         | 65  | 36  | 47  | 83  | 69  | 10 | 8  | 4  | 12 | 8  |
| 2006–2007   | Prince George Cougars              | WHL         | 55  | 36  | 29  | 65  | 55  | 15 | 11 | 10 | 21 | 24 |
| 2007–2008   | San Jose Sharks                    | NHL         | 44  | 11  | 6   | 17  | 8   | 9  | 1  | 1  | 2  | 2  |
|             | Worcester Sharks                   | AHL         | 23  | 8   | 11  | 19  | 25  | —  | —  | —  | —  | —  |
| 2008–2009   | San Jose Sharks                    | NHL         | 81  | 31  | 34  | 65  | 25  | 6  | 1  | 2  | 3  | 2  |
| 2009–2010   | San Jose Sharks                    | NHL         | 70  | 20  | 16  | 36  | 19  | 15 | 5  | 4  | 9  | 6  |
| 2010–2011   | San Jose Sharks                    | NHL         | 72  | 22  | 19  | 41  | 37  | 18 | 7  | 3  | 10 | 12 |
| 2011–2012   | Minnesota Wild                     | NHL         | 69  | 19  | 17  | 36  | 28  | —  | —  | —  | —  | —  |
| 2012–2013   | Minnesota Wild                     | NHL         | 48  | 13  | 14  | 27  | 20  | 5  | 1  | 0  | 1  | 0  |
|             | Ontario Reign                      | ECHL        | 10  | 4   | 9   | 13  | 2   | —  | —  | —  | —  | —  |
| 2013–2014   | Winnipeg Jets                      | NHL         | 75  | 11  | 16  | 27  | 22  | —  | —  | —  | —  | —  |
| NHL totalt  | NHL totalt                         | NHL totalt  | 459 | 127 | 122 | 249 | 159 | 53 | 15 | 10 | 25 | 22 |
| AHL totalt  | AHL totalt                         | AHL totalt  | 23  | 8   | 11  | 19  | 25  | —  | —  | —  | —  | —  |
| ECHL totalt | ECHL totalt                        | ECHL totalt | 10  | 4   | 9   | 13  | 2   | —  | —  | —  | —  | —  |
| WHL totalt  | WHL totalt                         | WHL totalt  | 255 | 118 | 125 | 243 | 211 | 29 | 19 | 15 | 34 | 32 |